# Linia kolejowa Potutory – Brzeżany
Linia kolejowa Potutory – Brzeżany – linia kolejowa na Ukrainie łącząca stację Potutory ze ślepą stacją Brzeżany. Zarządzana przez dyrekcję tarnopolską Kolei Lwowskiej (oddział ukraińskich kolei państwowych).
Znajduje się w obwodzie tarnopolskim. Linia na całej długości jest jednotorowa i niezelektryfikowana.

## Historia
Linia powstała w 1909, w czasach Austro-Węgier, jako fragment Kolei Lokalnej Lwów-Podhajce.
W okresie międzywojennym położona była w Polsce. Po II wojnie światowej znalazła się w granicach Związku Sowieckiego. Zrezygnowano wówczas z odbudowy linii po zniszczeniach wojennych, jako jedyny odcinek zachowując fragment Potutory – Brzeżany. Od 1991 leży on na Ukrainie.